# Howard Burnett
Pour les articles homonymes, voir Burnett.
Howard McNeal Burnett (né le 8 mars 1961) est un athlète jamaïcain spécialiste du 400 mètres. 

## Carrière

### Palmarès
| Date | Compétition                    | Lieu      | Résultat | Épreuve    | Performance  |
| ---- | ------------------------------ | --------- | -------- | ---------- | ------------ |
| 1988 | Jeux olympiques d'été          | Séoul     | 2e       | 4 × 400 m  | 3 min 0 s 30 |
| 1989 | Coupe du monde des nations     | Barcelone | 1er      | 4 × 400 m  | 3 min 0 s 65 |
| 1990 | Jeux du Commonwealth           | Auckland  | 3e       | 4 × 400 m  | 3 min 4 s 96 |
| 1990 | Goodwill Games                 | Seattle   | 2e       | 4 × 400 m  | 3 min 0 s 45 |
| 1991 | Championnats du monde en salle | Séville   | 5e       | 400 mètres | 47 s 84      |
| 1991 | Jeux panaméricains             | La Havane | 3e       | 4 × 400 m  | 3 min 2 s 12 |

### Records
| Épreuve    | Performance | Lieu | Date |
| ---------- | ----------- | ---- | ---- |
| 400 mètres | 45 s 1      |      | 1990 |